# Grostenquin
Grostenquin é uma comuna francesa na região administrativa de Grande Leste, no departamento de Mosela. Estende-se por uma área de 21,77 km². Em 2010 a comuna tinha 648 habitantes (densidade: 29,8 hab./km²).